# Югославский олимпийский комитет
Югославский олимпийский комитет (хорв. Jugoslavenski olimpijski komitet, серб. Југословенски олимпијски комитет / Jugoslovenski olimpijski komitet, словен. Jugoslovanski оlimpijski кomite, макед. Југословенски олимписки комитет) — некоммерческая организация, представлявшая югославских спортсменов в Международном олимпийском комитете. ЮОК организовывал югославских представителей на летних и зимних олимпийских играх.
Учреждён в 1919 году Франьо Бучаром в Загребе, Хорватия. В 1927 году переехал в Белград, Сербия. После распада Югославии были организованы комитеты-преемники.

## Руководители
Здесь перечислены руководители Олимпийских комитетов Югославии; Сербии и Черногории; Сербии.
| Имя                  | Период      |
| -------------------- | ----------- |
| Франьо Бучар         | 1919 – 1927 |
| Душан Стефанович     | 1927 – 1931 |
| Стефан Хаджи         | 1931 – 1941 |
| Станко Блоудек       | 1948 – 1950 |
| Душан Корач          | 1950 – 1951 |
| Густав Влахов        | 1951 – 1952 |
| Борис Бакрач         | 1952 – 1960 |
| Милиян Неоричич      | 1960 – 1964 |
| Зоран Полич          | 1964 – 1973 |
| Гойко Секуловский    | 1973 – 1977 |
| Джордже Пеклич       | 1977 – 1981 |
| Слободан Филипович   | 1981 – 1982 |
| Азем Власи           | 1982 – 1983 |
| Здравко Мутин        | 1983 – 1986 |
| Иван Мецанович       | 1986 – 1989 |
| Александар Бакочевич | 1989 – 1996 |
| Драган Кичанович     | 1996 – 2005 |
| Филип Цептер         | 2005        |
| Иван Чуркович        | 2005 – 2009 |
| Владе Дивац          | 2009 –      |

## Преемники
- Олимпийский комитет Сербии и Черногории (2003—2006)
- Олимпийский комитет Боснии и Герцеговины (1992)
- Хорватский олимпийский комитет (1991)
- Олимпийский комитет Северной Македонии (1992)
- Олимпийский комитет Черногории (2006)
- Олимпийский комитет Сербии (1910—1919; 2006)
- Олимпийский комитет Республики Косово (2003)
- Олимпийский комитет Словении (1991)